# Gelasinospora varians
Gelasinospora varians är en svampart som beskrevs av Furuya & Udagawa 1976. Gelasinospora varians ingår i släktet Gelasinospora och familjen Sordariaceae.   Inga underarter finns listade i Catalogue of Life.